# Leucochlaena rufescens
Leucochlaena rufescens är en fjärilsart som beskrevs av Turati. Leucochlaena rufescens ingår i släktet Leucochlaena och familjen nattflyn. Inga underarter finns listade i Catalogue of Life.